# Taedonggang
La birra Taedonggang è una birra nordcoreana prodotta dall’azienda omonima di proprietà dello Stato.

Il nome deriva dal fiume Taedong, il secondo fiume più lungo della Corea del Nord.

Il 3 luglio 2009 è andato in onda sulla televisione Televisione Centrale Coreana la prima pubblicità della birra Taedonggang, un rarissimo caso di spot pubblicitario sulla televisione nordcoreana.

Dal 2016 la birra viene venduta anche in alcune località in Cina seppur in quantità limitata e a un prezzo quattro volte superiore al prezzo dei prodotti concorrenti locali.